# MySims Sky Heroes
MySims Sky Heroes è un videogioco sviluppato dalla Behaviour Interactive e pubblicato dalla Electronic Arts, il sesto della serie MySims. Il gioco è stato distribuito il 28 settembre 2010 per Wii, Nintendo DS, Xbox 360, e PlayStation 3, ed è stato il primo della serie MySims per PlayStation 3 e Xbox 360.

## Modalità di gioco
MySims SkyHeroes è un gioco di volo caratterizzato da una campagna in single-player, battaglie di boss, co-op locale e multiplayer online. Ci sono aggiornamenti per i piani attraverso un editor di piani che permetterà ai giocatori di personalizzare un aereo utilizzando parti come le ali e i motori acquisiti completando missioni. Alcuni aggiornamenti sono puramente decorativi, come gli stili delle ruote, ma gli aggiornamenti di ala, motore e corpo aggiornano le statistiche usando un sistema di valutazione a tre stelle.
In multi-player, le modalità disponibili sono le modalità di corsa e di battaglia. Gli utenti che dispongono di un profilo di gioco saranno in grado di utilizzare i loro aerei e gli avatar salvati.

## Trama
Il giocatore inizia come pilota sconosciuto e conduce la resistenza al malvagio Morcubus e ai suoi droni che intendono assumere il controllo delle skyways. Il giocatore dovrà collaborare con personaggi NPC per sconfiggere Morcubus.